# Delfinópolis
Delfinópolis är en kommun i Brasilien.   Den ligger i delstaten Minas Gerais, i den sydöstra delen av landet, 500 km söder om huvudstaden Brasília. Antalet invånare är 6 830. Delfinópolis ligger vid sjön Reprêsa de Peixoto.
I omgivningarna runt Delfinópolis växer huvudsakligen savannskog. Runt Delfinópolis är det mycket glesbefolkat, med 3 invånare per kvadratkilometer.